# Rio Storto
Il Rio Storto (Krumppoch in dialetto sappadino) è un corso d’acqua della Provincia di Udine, affluente di sinistra del Piave.

## Corso del fiume
Il Rio Storto nasce a sud-ovest di Sappada, dalla confluenza tra il Rio del Gufo e il Rio Enghe, entrambi provenienti dalla Cresta di Enghe. In seguito forma una spettacolare vallata circondata dal bosco della Digola, raso al suolo dalla tempesta Vaia. Sfocia nel Piave presso la località Eiben.